# Parafia Najświętszej Maryi Panny Wspomożycielki Wiernych w Kamyku
Parafia Najświętszej Maryi Panny Wspomożycielki Wiernych w Kamyku – parafia rzymskokatolicka w Kamyku. Należy do dekanatu Miedźno archidiecezji częstochowskiej. Została utworzona w 1955 roku. Parafię prowadzą księża Salezjanie.